# 한국법문화진흥센터
한국법문화진흥센터 또는 솔로몬 로파크(Solomon Law Park)는 대한민국 최초의 법교육 테마공원이다. 어린이, 청소년을 포함한 국민들이 법을 쉽고 재미있게 배우는 체험활동과 연수프로그램을 실시하기 위하여 대한민국 법무부에서 설립하여 대전청소년비행예방센터에서 운영하고 있다. 대전광역시 유성구 엑스포로 219-39(원촌동 224)에 위치하고 있다.

## 설립 근거
- 법교육지원법

## 연혁
- 2005년 2월 25일 법무부 "법교육 강화 추진방안" 수립
- 2005년 3월 18일 "법교육연구위원회" 발족
- 2007년 1월 1일 한국법문화진흥센터 설치방침 확정
- 2007년 6월 18일 솔로몬 로파크(Law Park)설립계획 수립
- 2008년 1월 29일 솔로몬 로파크 개청 및 법연수관 개관
- 2009년 3월 13일 법체험관 개관

## 주요 시설
- 정의의 여신상 : 대표적인 법 상징물이며 솔로몬 로파크의 진입로를 알리는 조형물이다.
- 솔로몬의 성 : 지혜로운 재판으로 유명한 솔로몬 왕의 이름을 딴 솔로몬 로파크의 정문이다.
- 법체험관 : 세계의 법역사를 이해하고 대한민국 법제도 전반을 체험할 수 있도록 입법체험실, 과학수사실, 모의법정실, 교도소체험이 마련되어 있으며 미취학 아동을 위한 법짱마을도 있다.
- 저스티스 홀 : 법체험관 2층에 마련된 200석 규모의 영상체험 공간으로 3D 입체영상과 법교육 및 학교폭력예방 강의를 하는 공간이다.
- 법연수관 : 어린이, 교사, 일반시민을 위한 연수 프로그램을 운영하는 시설로 100여명이 사용할 수 있는 숙소, 강의실, 휴게실, 체육관 등이 마련되어 있다.
- 후생관 : 연수생을 위한 식당이 운영되는 곳으로 매점이 함께 있으며, 체험관 이용객을 위한 어린이 법짱식당이 있다.

※ 어린이 법짱식당은 준비해 온 도시락을 먹는 곳이다.